# Bernhard Weiss (Fußballspieler)
Bernhard Weiss (* 14. März 1959) ist ein deutscher Fußballtrainer und ehemaliger deutscher Fußballspieler.

## Werdegang
Der Abwehrspieler Bernhard Weiss begann seine Karriere beim FC 08 Tuttlingen und wechselte im Sommer 1978 zum MTV Ingolstadt. Die Ingolstädter waren gerade in die 2. Bundesliga aufgestiegen. Er gab sein Profidebüt am 3. September 1978 bei der 1:4-Niederlage seiner Mannschaft beim Freiburger FC. Weiss absolvierte 16 Zweitligaspiele und blieb dabei ohne Torerfolg. Im Sommer 1979 wechselte er zum 1. FC Paderborn.
Nach dem Ende seiner Karriere wurde Weiss Trainer. Er betreute den TSV 1860 Rosenheim, dem FC Ismaning, ATA Spor München und den FC Miesbach. Seit August 2015 trainiert Weiss den FC Pipinsried.